# Список виконавиць геві-метал
Список виконавиць, які співають у стилі геві-метал та його видах, про яких є статті у Вікіпедії українською або про гурти, у складі яких виступали.

## Б
- Марсела Бовіо (Stream of Passion, MaYaN, Ayreon, Elfonia)
- Хель Богданова ( Ignea)
- Генрієтте Бордвік (Sirenia)
- Марія Брінк (In This Moment)

## В
- Аліса Вайт-Глаз (The Agonist, Arch Enemy)
- Шарлотта Вессель (Delain)

## Г
- С'юзі Гарднер (L7)
- Пілар Гіменес «Айлін» (Sirenia)

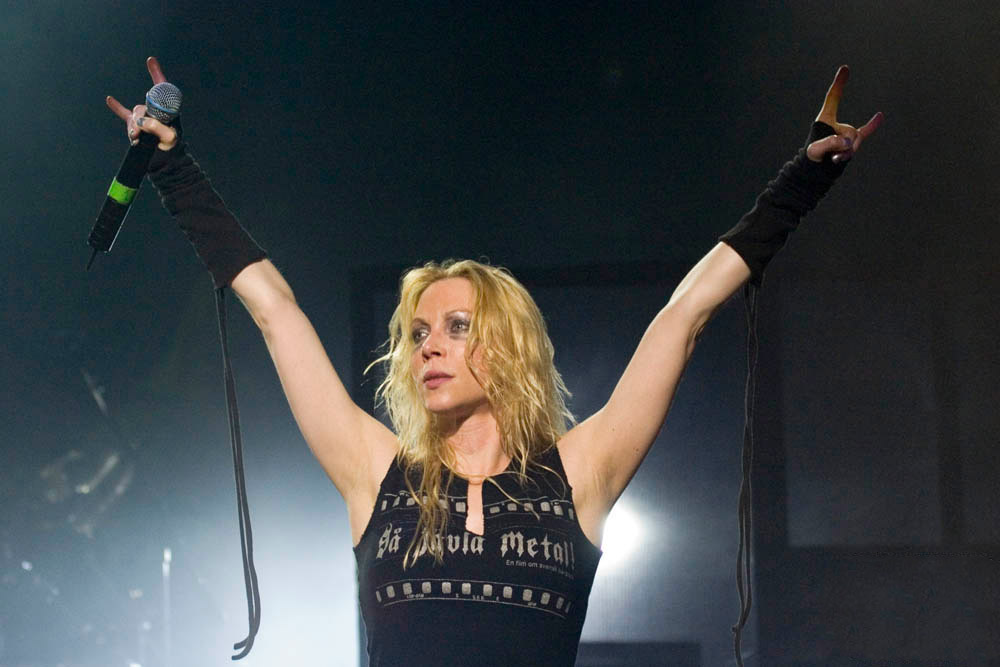
Ангела Госов

- Кімберлі Госс (Ancient, Therion, Dimmu Borgir, Sinergy)
- Ангела Госов (Arch Enemy)
- Жаклін Говарт (Ayreon)
- Аннеке ван Гірсберген (The Gathering, Agua de Annique, The Farmer Boys, Ayreon, Napalm Death)
- Діана ван Гірсберген (Xandria, Ex Libris)

## Д
- Клемонтін Дельоне (Visions of Atlantis, Serenity, Exit Eden)
- Шарон ден Адель (Within Temptation, Ayreon)
- Сара Джезебель Дева (Cradle of Filth, Therion)
- Сабін Дюнсер (Elis)

## Е
- Лів Крістін Еспенес (Theatre of Tragedy, Leaves' Eyes, The Sirens)

## З
- Еммануель Зольдан (Sirenia, Trail of Tears)

## К
- Шері Каррі (The Runaways)
- Сабіна Классен (Holy Moses)
- Габі Косс ()

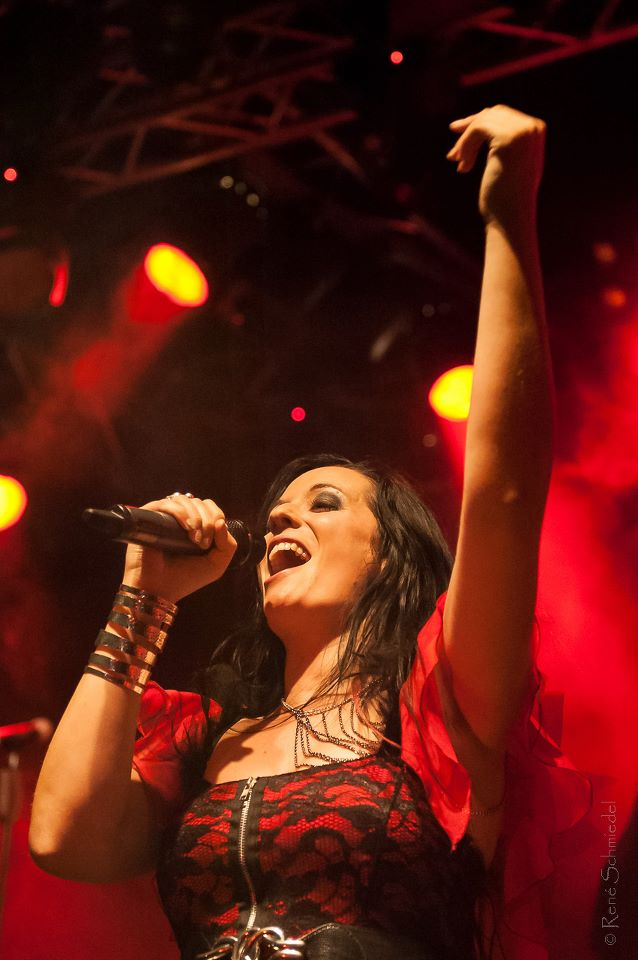
Мануела Кралер

- Мануела Краллер (Haggard, Xandria, Nagor Mar)
- Анна Кренцляйн (Schandmaul)
- Олена Кривов'яз ( I Miss My Death)
- Ейлін Кюппер (Therion)

## Л

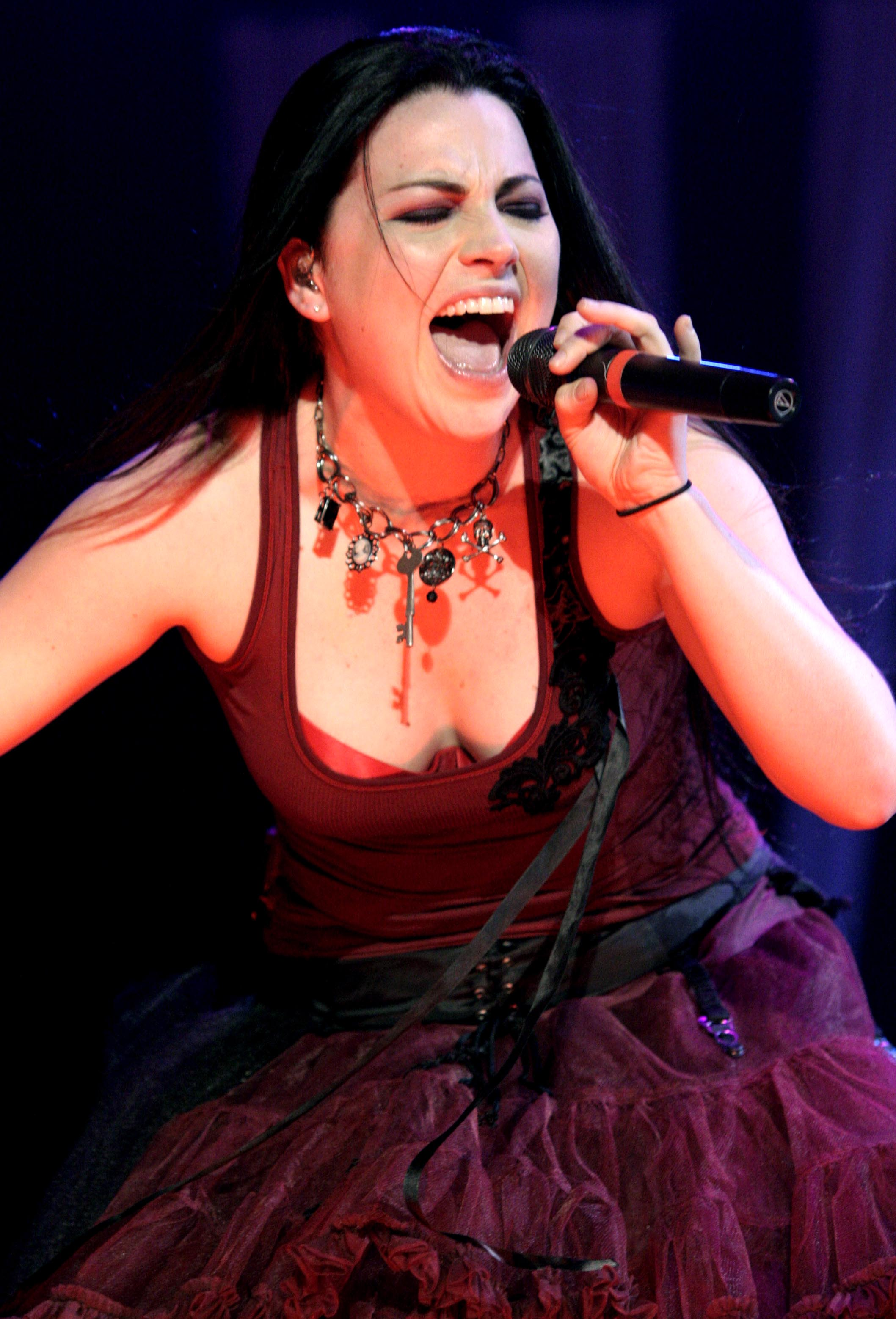
Емі Лі

- Маріанна Лаба ( Полинове Поле)
- Джен Леджер (Skillet)
- Емі Лі (Evanescence)
- Лорі Льюїс (Therion)

## М

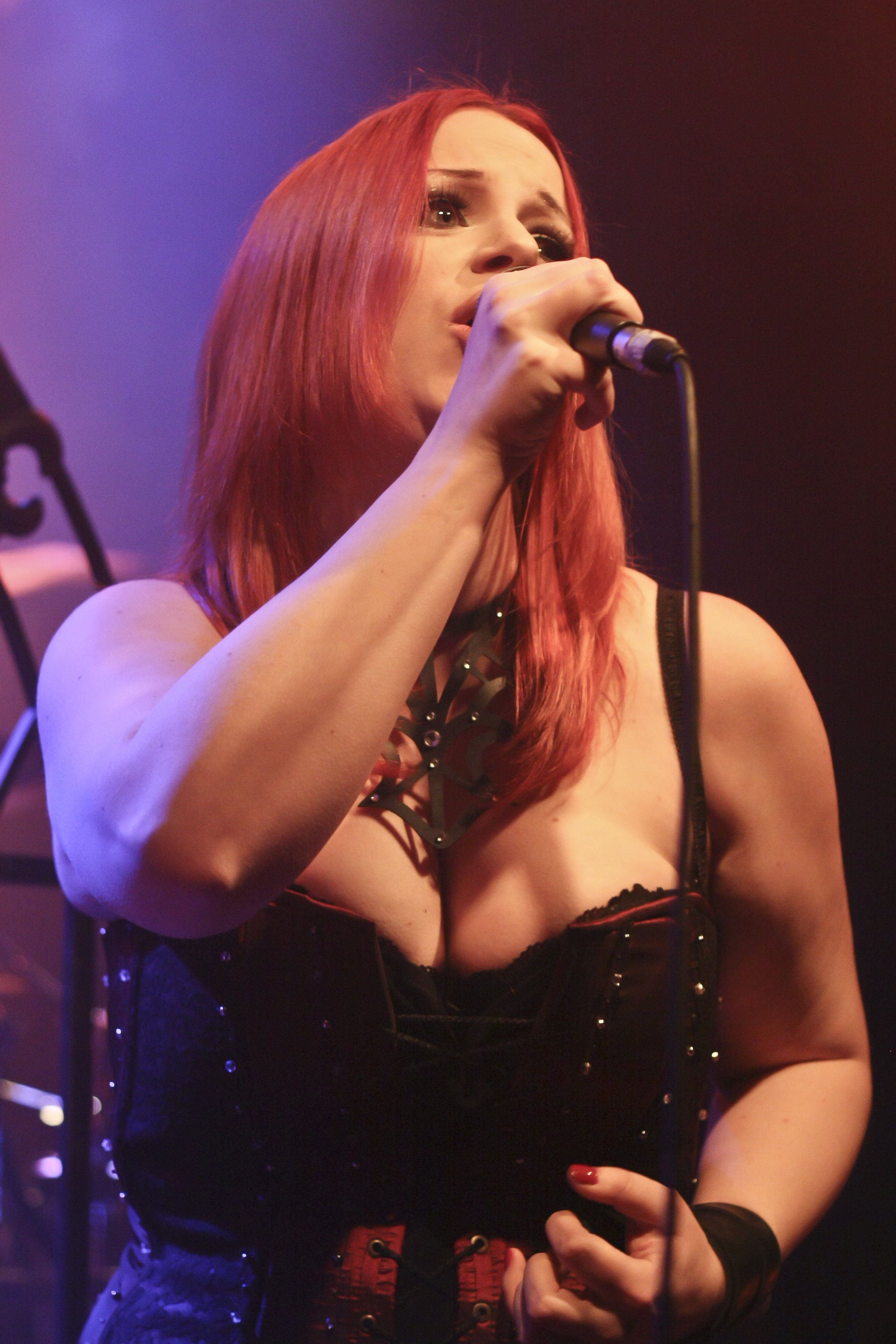
Ліза Міддельхауфе

- Еліза Мартін (Dark Moor, Fairyland)
- Гелена Ірен Міхаельсен (Trail of Tears, Imperia )
- Ліза Міддельхауфе (Xandria, Whyzdom)
- Моа-метал (Babymetal)
- Тейлор Момсен (The Pretty Reckless)
- Анна Мерфі (Eluveitie)

## Н
- Накамото Судзука (Babymetal)
- Сандра Насіч (Guano Apes)
- Максі Ніл (Visions of Atlantis, Elysion)
- Енн Нурмі (Lacrimosa)

## О
- Анетт Ользон (Nightwish, Alyson Avenue, The Dark Element)
- Манда Опхейз (Nemesea)

## П
- Кобра Пейдж (Kobra and the Lotus)
- Хейді Парвіайнен (Amberian Dawn)
- Моніка Педерсен (Sirenia)
- Доро Пеш (Warlock, Doro)

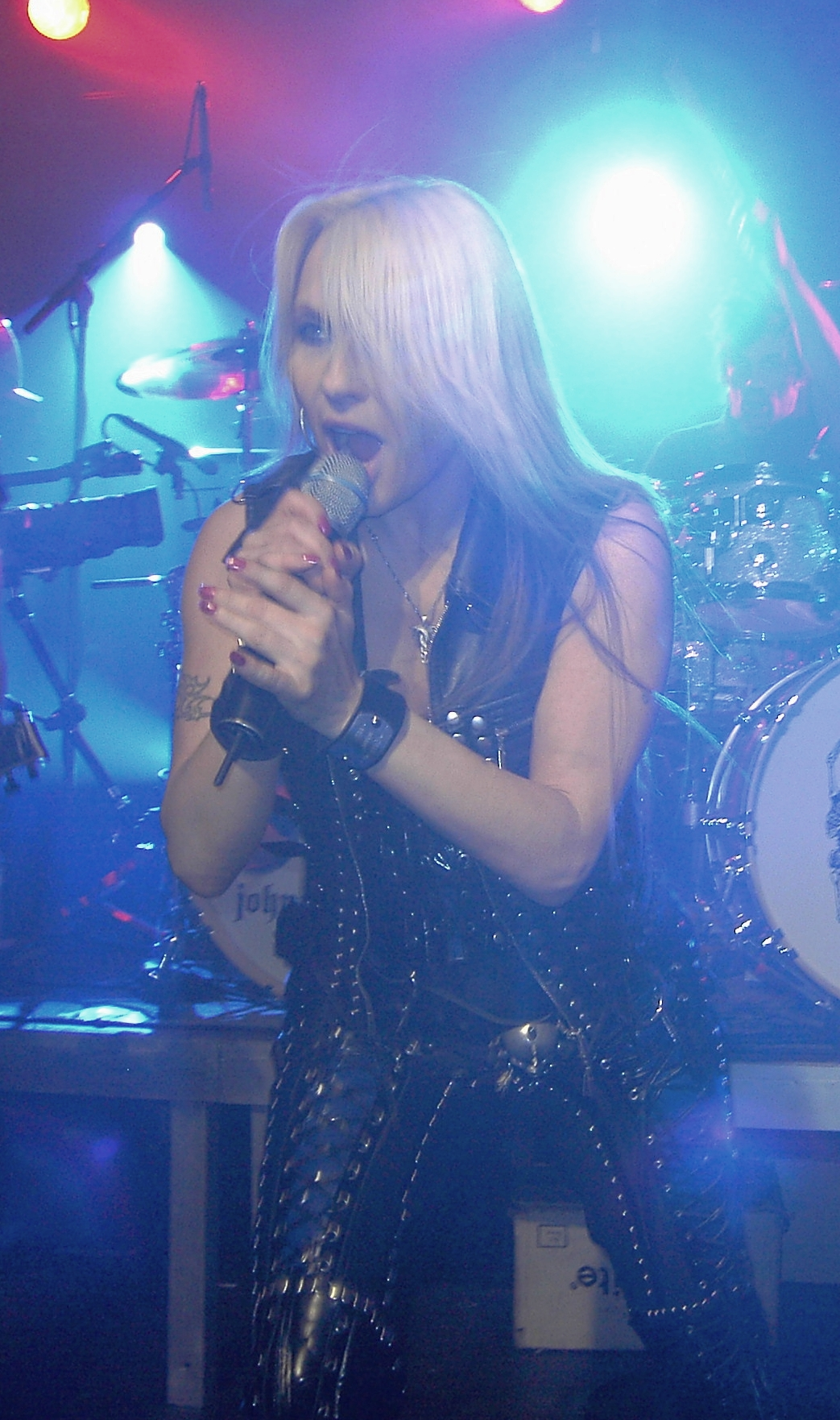
Доро Пеш

- Джада Пінкетт-Сміт (Wicked Wisdom)
- Вікі Псаракіс (The Agonist)

## Р
- Патті Руссо (Trans-Siberian Orchestra)
- Еліз Рід (Amaranthe, Kamelot)

## С
- Крістіна Скаббіа (Lacuna Coil)
- Еліна Сіірала (залишає очі)
- Сімоне Сімонс (Epica, Kamelot, Ayreon)
- Карлі Смітсон (We Are the Fallen)
- Аманда Сомервілль (Avantasia, Epica, Exit Eden)

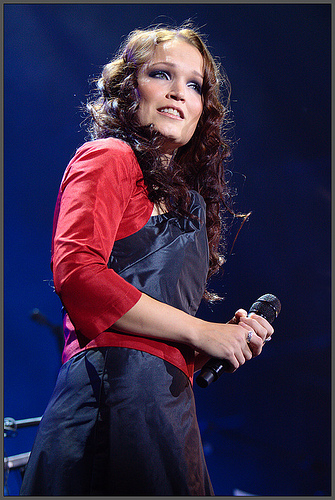
Тар'я Турунен

- Су-метал (Babymetal)

## Т
- Тар'я Турунен (Nightwish, Tarja)

## Ф
- Шебнем Ферах (Volvox)
- Мелісса Ферлаак (Visions of Atlantis, Echoterra)
- Дженніфер Фінч (L7)
- Літа Форд (The Runaways, гурт Lita Ford)

## Х
- Іззі Хейл (Halestorm)
- Ханна Хольгерссон (Therion)
- Франциска Хут (Eyes of Eden)

## Ч
- Джі-ін Чо (Krypteria)
- Лючія Чіфареллі (KMFDM)
- Керрі Чері (The Runaways)

## Ш
- Отеп Шамая (Otep)
- Інга Шарф (Van Canto)
- Тетяна Шмайлюк ( Jinjer)

## Я

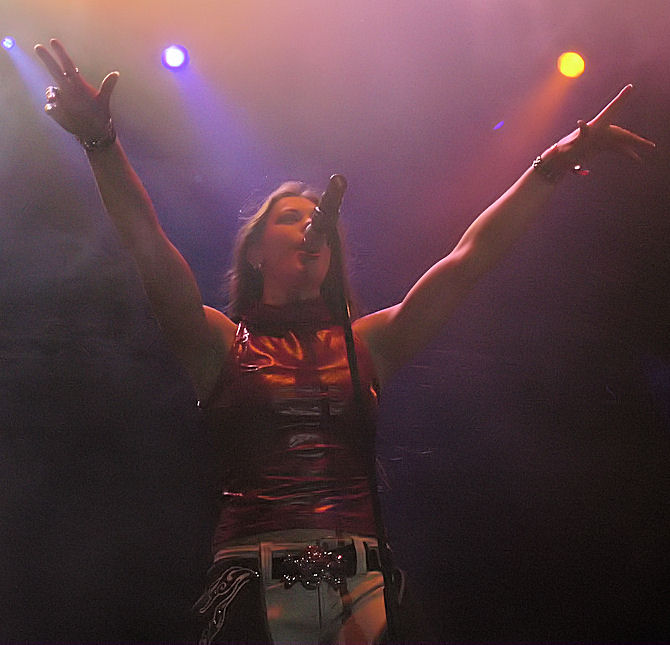
Флор Янсен

- Флор Янсен (ReVamp, After Forever, Ayreon, Nightwish)
- Ірен Янсен (Айреон)
- Марі Янгблуд (Kamelot)